# Дарлоаја (Њамц)
Дарлоаја (рум. Dârloaia) насеље је у Румунији у округу Њамц у општини Баргауани. Oпштина се налази на надморској висини од 318 m.

## Становништво
Према подацима из 2002. године у насељу је живело 224 становника, од којих су сви румунске националности.